# Le Perce Neige
Le Perce Neige (ミスミソウ, Misu Misô) est une série de manga scénarisée et dessinée par Rensuke Oshikiri (ja).
L'œuvre est prépubliée sous le titre Misu Misô en 2007, dans le magazine Horror M (ja) des éditions Bunkasha. La série se termine après vingt chapitres et est compilée en trois volumes de mars 2008 à juin 2009, toujours par Bunkasha. Une édition deluxe en deux volumes est éditée le 12 mars 2013 par les éditions Futabasha. Cette dernière est proposée en version française par Omaké manga, label de l'éditeur Omaké Books. Les deux volumes sortent respectivement le 13 juin 2019 et le 5 septembre 2019.
Un light novel adapté de l'œuvre et écrit par Shiro Kuro (ja) est publié le 15 mars 2018 par les éditions Futabasha.
Riche de son succès, la série bénéficie d'une adaptation en prise de vues réelles. Réalisé par Eisuke Naito (ja), le film sort dans les salles japonaises le 7 avril 2018.

## Résumé
À cause du travail de son père, Haruka Nozaki quitte Tokyo et emménage avec sa famille à Ootsuma, une petite ville rurale isolée. Elle y intègre le lycée local mais ses camarades ont du mal à accepter l'intrusion de cette nouvelle citadine dans leur vie trop tranquille. Très vite, ils se rangent derrière Taeko, la leader charismatique de la classe, et commencent à harceler Haruka.
Soucieuse de ne pas inquiéter sa famille, Haruka endure les brimades sans s'en ouvrir à ses parents. Mais les jeux cruels de ses camarades s'intensifient chaque jour. À bout, Haruka décide de ne plus retourner à l'école. C'est alors que survient la "farce" de trop; une farce cruelle qui dérape, tourne à la tragédie et plonge Haruka dans le plus grand drame de sa vie. Anéantie, elle décide de faire payer ceux qui lui ont tout pris.

## Personnages

### Personnages principaux
Haruka Nozaki (野咲 春花)
Une lycéenne douce et réservée. Depuis qu'elle a quitté Tokyo et ses amies pour emménager avec sa famille dans la petite ville rurale d'Ootsuma, sa vie est devenue un véritable enfer. En effet, elle subit les brimades quotidiennes de ses camarades de classe. Le seul à prendre sa défense à l'école est Mitsuru Aiba, un garçon duquel elle se rapproche peu à peu. Soucieuse de préserver sa famille, elle endure les sévices du mieux qu'elle peut. Elle est particulièrement proche de sa jeune sœur Shoko et souhaite la protéger à tout prix. Elle fait preuve d'une grande maturité et d'une résilience étonnante face à l'adversité, mais lorsque ses bourreaux atteindront le point de non-retour, son tempérament va exploser.
Mitsuru Aiba (相場 晄)
Camarade de classe de Haruka. À la suite de problèmes familiaux, il a quitté Sendai pour vivre avec sa grand-mère à Ootsuma. Amateur de photographie, il semble d'un tempérament calme et composé.
Au lycée, il est le seul à se dresser face aux harceleurs de Haruka. Il semble très attaché à cette dernière et tente de la réconforter autant qu'il peut.
Taeko Oguro (小黒 妙子)
Camarade de classe de Haruka. Cette fille populaire et charismatique fait office de leader dans sa classe et assoit son règne sur ses camarades. C'est elle qui a pris Haruka en grippe et a incité ses camarades à la harceler. C'est donc à cause d'elle que tout a commencé.
Élevée dans une famille aisée, elle souhaite étudier à Tokyo afin de devenir esthéticienne mais s'expose au refus de son père. Elle déteste l'immobilisme d'Ootsuma et désire quitter cette ville rurale plus que tout.
Rumi Sayama (佐山 流美)
Camarade de classe de Haruka. Il s'agit d'une jeune fille terne et effacée au tempérament docile. Avant l'arrivée de Haruka au lycée d'Ootsuma, elle était le souffre-douleur de ses camarades et subissait leurs brimades quotidiennes. Malgré la méchanceté de Taeko envers elle, elle éprouve une admiration et une fascination qui tourne à l'obsession envers cette dernière. Elle envie l'assurance, la prestance de Taeko et nourrit des sentiments ambigus à son égard.
Initialement, elle ne participe pas aux brimades envers Haruka, mais lorsque cette dernière décide de ne plus retourner à l'école, Rumi redevient le souffre-douleur de Taeko et de ses amis. C'est à la fois pour sortir de cet enfer, mais aussi dans l'espoir de plaire à Taeko qu'elle décide de devenir le bourreau de Haruka. Fortement perturbée, et noyée dans la colère, Rumi révèle alors une facette beaucoup plus sombre de sa personnalité.
Kyôko Minami (南 京子)
La professeure principale de la classe de Haruka. C'est une femme perturbée et fragile psychologiquement, hantée par ses propres traumatismes. Moquée par ses élèves et méprisée par leurs parents, elle peine à imposer son autorité. Professeure incompétente, terrorisée par ses élèves et désireuse de préserver la paix illusoire qui règne au sein de sa classe, elle ne sait réagir face aux brimades que subit Haruka.
Cette inertie, elle la doit à de profonds traumatismes d'enfance. En effet, les sévices répétés qu'elle a elle-même subis tout au long de ses années de collège par ses camarades de classe d'alors, l'ont complètement brisée. Incapable de se reconstruire, et malgré son désir d'être un bon professeur, elle est incapable d'affronter la terreur qui la gagne face à la moindre manifestation d'hostilité ou d'agressivité.

### Personnages secondaires
Shoko Nozaki (野咲 祥子)
Écolière et Sœur cadette de Haruka. De nature douce et introvertie, elle est très proche de sa grande sœur. Malgré le silence de Haruka face aux brimades que cette dernière subit au lycée, Shoko n'est pas dupe et perçoit le malaise qui anime sa sœur. Elle-même a subi des brimades dans son école avant de déménager à la campagne.
Michio Nozaki (野咲 満雄)
Grand-père paternel de Haruka et Shoko. Aimant et attentionné, il s'inquiète beaucoup pour Haruka mais ne sait comment réagir pour l'aider.
Yoshie Tachibana (橘 吉絵)
Camarade de classe de Haruka. Elle participe activement aux brimades envers cette dernière. D'apparence calme et soignée, elle cache en réalité une agressivité latente et affiche une absence totale de remords face aux souffrances qu'elle inflige à Haruka. Issue d'une famille modeste, elle est maltraitée par sa mère alcoolique et son père agressif. Les brimades qu'elle inflige à Haruka sont un moyen d'évacuer la colère qui brûle en elle et la frustration qu'elle ressent face à sa propre vie. De tendance suicidaire, elle ne se sent vivante qu'en observant souffrir les autres.
Hidetoshi Kuga (久賀 秀利)
Camarade de classe de Haruka. Il participe activement aux brimades envers cette dernière. Il tente de s'affirmer en affichant un style rebelle: piercing et chevelure décolorée. Il juge que l'arrivée de Haruka à Ootsuma l'a éloigné de Taeko dont il est amoureux et de qui il commençait à se rapprocher. Il considère que Haruka lui a volé l'attention de Taeko et que cette dernière a changé depuis que Haruka a intégré leur lycée. C'est pourquoi il s'acharne autant sur elle.
Hiroaki Mamiya (真宮 裕明)
Meilleur ami de Tsutomu Ikegawa et camarade de classe de Haruka. Il participe activement aux brimades envers cette dernière. Il trompe son ennui en tuant des animaux avec une arbalète. C'est un garçon sadique, cruel, qui ne soucie pas de la vie des autres et n'éprouve aucune empathie face à leurs souffrances.
Tsutomu Ikegawa (池川 努)
Meilleur ami de Hiroaki Mamiya et camarade de classe de Haruka. Il participe activement aux brimades envers cette dernière. Il s'agit d'un garçon obèse, apathique et mal dans sa peau. Il est physiquement attiré par Haruka mais juge qu'elle est trop belle pour lui et la pense donc inaccessible. Très vite, son désir pour elle se change en frustration, puis en colère. Les brimades envers Haruka sont un moyen pour lui de prendre sa revanche et d'évacuer cette frustration.
Risako Kato (加藤 理佐子)
Meilleure amie de Yuri Mishima et camarade de classe de Haruka. Elle participe aux brimade envers cette dernière mais est pétrifiée d'angoisse lorsque les choses vont trop loin et prennent une tournure dramatique. Elle devient alors passive, entrainée malgré elle dans toute cette histoire.
Yuri Mishima (三島 ゆり)
Meilleure amie de Risako Kato et camarade de classe de Haruka. Tout comme son amie, elle participe aux brimade envers Haruka mais est pétrifiée d'angoisse lorsque les choses vont trop loin et prennent une tournure dramatique. Elle devient alors passive, entrainée malgré elle dans toute cette histoire.

## Liste des volumes

### Édition standard japonaise
| no | Original       | Original          |
| no | Date de sortie | ISBN              |
| -- | -------------- | ----------------- |
| 1  | 17 mars 2008   | 978-4-8211-8575-7 |
| 2  | 18 août 2008   | 978-4-8211-8664-8 |
| 3  | 17 juin 2009   | 978-4-8211-8817-8 |

### Édition deluxe
| no | Japonais       | Japonais          | Français         | Français          |
| no | Date de sortie | ISBN              | Date de sortie   | ISBN              |
| -- | -------------- | ----------------- | ---------------- | ----------------- |
| 1  | 12 mars 2013   | 978-4-575-84207-4 | 13 juin 2019     | 978-2-9196-0380-0 |
| 2  | 12 mars 2013   | 978-4-575-84208-1 | 5 septembre 2019 | 978-2-9196-0381-7 |

## Light novel
Un light novel adapté de l'œuvre et écrit par Shiro Kuro (ja) est publié au Japon par les éditions Futabasha le 15 mars 2018. Le roman est fidèle à l'histoire originale mais Rensuke Oshikiri (ja), l'auteur du manga, souligne que les deux œuvres présentent une fin différente.
| no | Japonais       | Japonais          |
| no | Date de sortie | ISBN              |
| -- | -------------- | ----------------- |
| 1  | 15 mars 2018   | 978-4-575-52094-1 |

## Film en prise de vues réelles
Le film sort dans les salles de cinéma japonaises le 7 avril 2018.

### Fiche technique
- Titre : ミスミソウ
- Réalisation : Eisuke Naito (ja)
- Scénario : Miako Tadano (ja)
- Production : Kimiaki Tasaka, Koji Harada
- Distribution : T Joy (ja)
- Durée : 114 min
- Pays d'origine : Japon
- Langue : japonais
- Date de sortie : 
  -  Japon : 7 avril 2018

### Distribution
- Anna Yamada: Haruka Nozaki
- Hiroya Shimizu (ja): Mitsuru Aiba
- Rinka Otani (ja): Taeko Oguro
- Aki Morita (ja): Kyoko Minami
- Rena Ohtsuka : Rumi Sayama
- Seina Nakata (ja): Yoshie Tachibana
- Ayaka Konno (ja): Risako Kato
- Arisa Sakura : Yuri Mishima
- Kenshin Endo (ja): Hidetoshi Kuga
- Kazuki Otomo (ja): Hiroaki Mamiya
- Masato Endo : Tsutomu Ikegawa
- Minori Terada (ja): Michio Nozaki
- Sena Tamayori : Shoko Nozaki
- Hiroshi Kobayashi (ja): Le père de Taeko

### Œuvres
Édition japonaise
Le Perce Neige
1. 1 2  (ja) « ミスミソウ（１） », sur Futabasha (consulté le 6 novembre 2021)
2. 1 2  (ja) « ミスミソウ（2） », sur Futabasha (consulté le 6 novembre 2021)
3. 1 2  (ja) « 小説 ミスミソウ », sur Futabasha (consulté le 6 novembre 2021)

Édition française
Le Perce Neige
1. 1 2  « Le Perce Neige Tome 1 », sur Omaké Books (consulté le 6 novembre 2021)
2. 1 2  « Le Perce Neige Tome 2 », sur Omaké Books (consulté le 6 novembre 2021)